# Радиометр Крукса

Радиометр Крукса

Радиометр Крукса (или вертушка Крукса) — четырёхлопастная крыльчатка, уравновешенная на игле внутри стеклянной колбы с небольшим разрежением. При попадании на лопасть светового луча крыльчатка начинает вращаться, что иногда неправильно объясняют давлением света.
На самом деле причиной вращения служит радиометрический эффект — возникновение силы отталкивания за счёт разницы кинетических энергий молекул газа, налетающих на освещённую, нагретую сторону лопасти и на противоположную, более холодную. Причина вращения лопастей исторически вызывала множество научных дискуссий.
Открыл этот эффект и построил радиометр (вертушку) в 1874 году английский физик и химик Уильям Крукс, который в ходе одного из исследований, требовавшего очень точного взвешивания веществ, заметил, что в частично разрежённой камере падающие солнечные лучи оказывали воздействие на весы. Изучая этот эффект, он и создал устройство, названное в его честь. П. Н. Лебедев в 1901 году измерил силу давления света на твёрдое тело, сумев в ходе весьма тонких экспериментов избавиться от действия радиометрического эффекта.

## Общее описание
Радиометр состоит из стеклянной колбы, из которой удалена большая часть воздуха (находящейся под частичным вакуумом). Внутри колбы на шпинделе с малым трением установлено несколько (обычно четыре) вертикальных металлических лопастей из лёгкого сплава, расположенных на одинаковом расстоянии от оси вращения. С одной стороны лопасти или отполированы, или покрашены белой краской, с другой — чёрной. При воздействии солнечного света, искусственного освещения или инфракрасного излучения (даже тепла рук может быть достаточно) лопасти начинают вращаться без видимой движущей силы: тёмные стороны удаляются от источника излучения, а светлые стороны приближаются. Охлаждение радиометра вызывает вращение в обратном направлении.
Эффект начинает появляться при парциальном давлении вакуума в несколько сотен паскалей, достигает пика на уровне около 1 Па и исчезает, когда вакуум достигает 10−4 Па. При таком высоком вакууме давление фотонного излучения на лопасти можно наблюдать у очень чувствительных приборов (см. радиометр Николса), но этого недостаточно, чтобы вызвать их вращение.
«Радио-» в названии устройства происходит от латинского radius, что означает «луч»; в данном случае имеется в виду электромагнитное излучение. Таким образом, радиометр Крукса может использоваться как прибор, измеряющий интенсивность электромагнитного излучения без вмешательства в само измерение. Такую функцию он может выполнять, например, если внутрь установить вращающийся диск с прорезями, работающий по принципу стробоскопа.
В настоящее время радиометры продаются по всему миру как интересный сувенир, которому для вращения не нужны батарейки. Они бывают различных форм и часто используются в научных музеях для иллюстрации давления света — физического явления, к которому они на самом деле не имеют отношения.

## Термодинамические процессы в радиометре
Когда источник излучения направлен на радиометр Крукса, радиометр становится тепловым двигателем. Работа теплового двигателя основана на разнице температур, которая преобразуется в механическое движение. В нашем случае темная сторона лопасти нагревается сильнее, так как лучистая энергия, исходящая от источника света, нагревает её быстрее, чем отполированную или светлую сторону. Когда молекулы воздуха касаются чёрной стороны лопасти, они «нагреваются», то есть увеличивают свою скорость. Подробное описание из-за чего светлые стороны лопастей вращаются первыми приведены ниже.
По мере того, как нагревшиеся лопасти отдают тепло молекулам воздуха, температура внутри колбы увеличивается. «Нагретые» молекулы отдают полученную энергию при соприкосновении со стеклянными стенками колбы, температура которых равна температуре окружающего воздуха. Потеря тепла через стенки колбы поддерживает внутреннюю температуру таким образом, что у двух соседних сторон лопастей создается разница температур. Светлая сторона лопасти холоднее, чем темная сторона, так как некоторое количество тепла передается от темного участка с обратной стороны лопатки. В то же время светлая сторона оказывается немного теплее воздуха внутри колбы. Две стороны каждой лопасти должны быть теплоизолированы так, чтобы светлая сторона лопасти не сразу нагрелась до температуры чёрной стороны. Если лопасти сделаны из металла, то изолирующим материалом может быть чёрная или белая краска. Температура стекла колбы остается практически равной температуре окружающей среды, в отличие от температуры темной стороны лопасти. Более высокое внешнее давление воздуха помогает отводить тепло от стекла.
Давление воздуха внутри колбы не должно быть слишком низким и слишком высоким. Высокий вакуум внутри лампы будет препятствовать вращению, потому что не будет достаточного количества молекул воздуха, чтобы образовать воздушные потоки, которые вращают лопасти и передают тепло наружу, прежде чем обе стороны каждой лопасти достигнут теплового равновесия за счет теплопроводности через их материал. А при высоком давлении разницы температур будет не достаточно, чтобы поворачивать лопасти, так как увеличится сопротивление воздуха — воздушный поток затормозится прежде, чем достигнет противоположной стороны соседней лопасти.

## Теории, объясняющие причину вращения лопастей
1. Сам Крукс неверно предположил, что силы, воздействующие на лопасти, связаны с давлением света. Эту теорию первоначально поддерживал Джеймс Максвелл, который предсказал существование силы света. Такое объяснение ещё часто встречается в инструкциях, поставляющихся вместе с устройством. Первый эксперимент, опровергший эту теорию, был проведен Артуром Шустером в 1876 году, который заметил, что на стеклянную колбу радиометра Крукса оказывала действие сила в направлении, противоположном вращению лопастей. Это показало, что сила, поворачивающая лопасти, создавалась внутри радиометра. Если давление света было причиной вращения, то чем выше вакуум в колбе, тем меньше будет сопротивление воздуха движению, и тем быстрее лопасти должны вращаться. В 1901 году с помощью более совершенного вакуумного насоса российский ученый Петр Лебедев доказал, что радиометр работает только когда в колбе находится газ под низким давлением; в высоком вакууме лопасти остаются неподвижными. Действительно, если давление света было бы движущей силой, то радиометр вращался в обратном направлении, так как фотон, отраженный светлой стороной лопасти, передаст ей больше импульса, чем фотон, поглощенный темной стороной. На самом деле давление света слишком мало, чтобы привести лопасти в движение.
2. Другая неверная теория состояла в том, что тепло на темной стороне лопасти вызывало образование газа, который и приводил радиометр в движение. Она была на практике опровергнута опытами Лебедева и Шустера.
3. Частичное объяснение вращения заключается в том, что молекулы газа, ударившиеся о темную сторону лопасти, будут забирать часть её тепла, отскакивая с увеличенной скоростью. Если молекула получает такой прирост в скорости, то это фактически означает, что на лопасти оказывается небольшое давление. Дисбаланс этого эффекта между теплой темной стороной и более холодной светлой означает, что общее давление на лопасти эквивалентно давлению на темную сторону, и в результате лопасти крутятся светлой стороной вперед. Проблема этой теории состоит в том, что в то время как более быстро движущаяся молекула оказывает больше силы, она также лучше препятствуют другим молекулам, движущимся по направлению к лопасти, так что суммарная сила, действующая на лопасть, должна остаться точно такой же — чем больше температура, тем больше снижение локальной плотности молекул. Спустя годы после того, как это объяснение было признано неверным, Альберт Эйнштейн доказал, что два давления не компенсируют друг друга из-за температурной разницы на краях лопастей. Предсказанной Эйнштейном силы было бы достаточно, чтобы двигать лопатки, но лишь с небольшой скоростью.
4. Тепловая транспирация,[4] последняя часть этой головоломки, была теоретически предсказана Осборном Рейнольдсом,[5] но упоминалась впервые в последней опубликованной при жизни работе Джеймса Максвелла.[6] Рейнольдс обнаружил, что если пористая пластина остается теплее с одной стороны, чем с другой, то взаимодействие между молекулами газа и будет таковым, что газ будет поступать от горячей к холодной стороне. Лопасти радиометра Крукса не пористые, но пространство между их краями и стенками колбы выступает именно как поры в пластине Рейнольдса. В среднем, молекулы газа перемещаются из горячей стороны в холодную тогда, когда отношение давлений меньше, чем квадратный корень из отношения их абсолютных температур. Разница в давлении вызывает движение лопастей холодной (светлой) стороной вперед.

Предсказанные и Эйнштейном, и Рейнольдсом силы по всей видимости являются причиной вращения радиометра Крукса, хотя по-прежнему не ясно, какая из них оказывает большее воздействие.

## Радиометр с полностью темными лопастями
Чтобы вращаться, лопасти вертушки Крукса не обязательно должны быть покрыты различными цветами с каждой стороны. В 2009 году исследователи из Техасского университета в Остине создали одноцветный радиометр, который состоит из четырёх изогнутых лопастей, каждая из которых образует выпуклые и вогнутые поверхности. Вертушка равномерно покрыта золотыми нанокристаллами, которые являются сильными поглотителями света. Под воздействием света из-за необычной геометрии выпуклая сторона лопасти получает больше энергии фотонов, чем вогнутая сторона; при этом молекулы газа также получают больше тепла от выпуклой стороны, чем от вогнутой. При низком вакууме этот асимметричный нагрев вызывает движение газа у каждой лопасти, от вогнутой стороны к выпуклой стороне, что было продемонстрировано с помощью метода Монте-Карло нестационарного статистического моделирования (ММКНСМ). Движение газа приводит к тому, что радиометр вращается вогнутой стороной вперед, в соответствии с третьим законом Ньютона.
Благодаря появлению радиометра с одноцветными лопастями стало возможно создать микро- или нанорадиометр, поскольку при таких малых размерах трудно сымитировать материалы с различными оптическими свойствами в очень небольшом трехмерном пространстве.

## Нанорадиометр
В 2010 году исследователям из Калифорнийского университета в Беркли удалось создать нанорадиометр, который работает на совершенно отличном от радиометра Крукса принципе. Золотая вертушка в форме свастики, всего 100 нанометров в диаметре, была построена и освещена лазером, который был настроен так, чтобы придавать ей угловой момент. Впервые возможность создания нанорадиометра с подобным принципом работы была предложена физиком Принстонского университета Ричардом Бетом в 1936 году. Вращающий момент был значительно увеличен за счет резонансной связи падающего света и плазмонных волн в металлической решетке.